# 印度尼西亚行政区划
印度尼西亚的一级行政区是省，省由縣和市所组成。省、縣和市有自己的地方政府和议会机构。
自1999年颁布了关于地方政府的1999年第22号法开始（该法令由2004年第32号法令再次修订），现在地方政府在管理地区方面拥有更大的权限。外交、防务（包括军队和警察）、法律体系和货币政策仍由国家政府控制。2005年开始，地方政府的首脑（省长、县长和市长）已由民众直接普选产生。

## 省

印度尼西亚的各个省

一个省的政府首脑是省长（Gubernur），每个省都有自己的立法机关，称作“Dewan Perwakilan Rakyat Daerah”（字面意思是“地方人民代表会议”）。省长和议员由民众选举产生，任期五年。
印度尼西亚共有38个省，有12个省是在2000年后建立。5个省级行政区有特区地位：
- 亚齐特区地方政府有更大的权限，包括使用伊斯兰教法、省旗和省歌，允许拥有地方政党，以及中央政府制定的直接影响亚齐行政的决定或者法律，必须转交给地方政府或立法机关[5]。
- 日惹特区事实上和法定上的区长是日惹苏丹，因为他在选举区长时有优先权。几个世纪以来，日惹苏丹国一直统治这个地区[6]。然而，最近中央政府提出了一项法令，要求其他省份的省长由民选产生，同时仍然给予苏丹重要的政治权力。2012年8月31日，日惹特区特别法经中央政府批准，该法的推出也符合相关法律规定，日惹拒绝成为一个省以及被称作省，但是依然是一个省级行政区[7][8][9]。现任日惹特区区长是哈孟古布沃诺十世。
- 巴布亚省地方政府于2001年起获得了更大的权限。省长必须是巴布亚人[10]。
- 西巴布亚省为2003年从巴布亚省分出，与巴布亚省有相同的自治权限。
- 雅加达首都特区是印度尼西亚的首都行政区，雅加达首长（英语：Governor of Jakarta）有权在雅加达首都特区内任命和解任市长和县长，地方政府被允许与其他国家的城市政府合作[11]。现任特区首长是阿尼斯·巴斯威丹，上一任是勿里洞岛出生的华人政治家钟万学。
- 2022年，巴布亚省分出中巴布亚省、高地巴布亚省[註 2]、南巴布亚省[12]，西巴布亚省分出西南巴布亚省[13]。

## 县和市

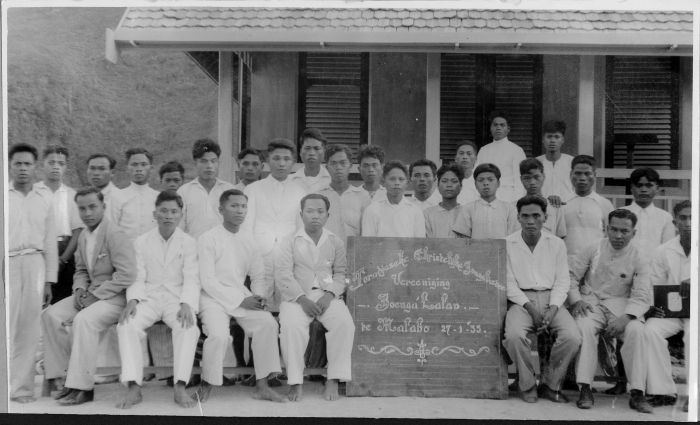
荷兰殖民时期在塔纳托拉查县的印度尼西亚的基督教
图片来自： 热带博物馆

县和市，统称为二级行政区，是省级之下的地方政府。但是县和市享有比省政府更大的下放权力。
所有的市和县是平级行政区，都有自己的地方政府和立法机关。县和市之间的不同在于不同的人口、规模和经济状况。
一般情况下县的面积比市要大，市有非农业的经济产业。每个县都有一个县长（摄政），市政府的首脑则为市长，县长、市长以及议员由民众选举产生，任期五年。

## 区
市和县下又分为区。
在印度尼西亚，区有两个名称：
- Kecamatan[15]，印尼的大部分区都是Kecamatan。区政府首脑是 camat，直接对县长（Bupati）负责。
- Distrik[15]，只有巴布亚省和西巴布亚省的区是Distrik。区政府首脑是 kepala distrik。

## 村和社区
区下被分为村（desa）和社区（kelurahan），村和社区是类似的平级行政区，但是村在地方事务上拥有比社区更大的权利。有一个例外是亚齐，区被分为“巫金”（mukim），区下又分为“甘榜”（Gampong）。

### 村
在印度尼西亚，村（desa）有农村的含义，行政区划中，一个村可以被定义为一个按照该地区公认的传统对民众有权力的机构，村的首脑是村长，由民众选举产生，直接对区长（camat）负责。
大部分印度尼西亚的村都被称为 desa，但是在某些地区也使用其他术语词汇：
- 甘榜（Gampong）在亚齐使用
- Nagari在西苏门答腊省使用
- Dusun在占碑省的邦果县使用[註 3]
- 甘榜（Kampung）在印尼的部分地区使用[註 4]：
  - 楠榜省（中楠榜县、迈苏基县、图朗巴望县、韦卡南县和西图朗巴望县等地）
  - 东加里曼丹省（贝劳县和西库台县等地）
  - 巴布亚省
  - 西巴布亚省
- Pekon在楠榜省的普林塞乌县、汤加穆斯县和西楠榜县等地使用
- 在巴厘省，有两种形式的村：行政村（desa dinas）和习俗村（desa adat）。行政村具备行政职能，习俗村则处理宗教和文化事务。
- Lembang在塔纳托拉查县和北托拉查县等地使用

### 社区
虽然村和社区（Kelurahan）都是区的一部分，不过社区的自治权限较村的更小。社区的首脑是 lurah，直接对区长（camat）负责。

## 统计
下表列出了印度尼西亚目前的省、县和市的数量。
| 类型（印尼文）                                | 类型（中文） | 政府首脑（印尼文）                               | 政府首脑（中文） | 数量   |
| --------------------------------------------- | ------------ | ------------------------------------------------ | ---------------- | ------ |
| Provinsi                                      | 省           | Gubernur                                         | 省长             | 34     |
| Kabupaten                                     | 县           | Bupati                                           | 县长（县摄政）   | 405    |
| Kota                                          | 市           | Wali kota                                        | 市长             | 97     |
| Kecamatan（在巴布亚省和西巴布亚省是 Distrik） | 区           | Camat（在巴布亚省和西巴布亚省是 Kepala distrik） | 区长             | 6,543  |
| Desa 和 kelurahan                             | 村和社区     | Kepala desa/lurah                                | 村长/lurah       | 75,244 |